# Jomard (Kelbajar)
Pour les articles homonymes, voir Jomard.
Jomard est un village de la région de Kelbajar en Azerbaïdjan.

## Histoire
En 1993-2020, Jomard était sous le contrôle des forces armées arméniennes. Le 25 novembre 2020, sur la base d'un accord trilatéral entre l'Azerbaïdjan, l'Arménie et la Russie en date du 10 novembre 2020, la région de Kelbajar, y compris le village de Jomard, a été restituée sous le contrôle de l'Azerbaïdjan. 

## Sources
Yarpizli boulag, Dach boulag, Sari boulag, Akbar boulaghi, Chirran boulaghi, Chor boulag, Chor boulag, Novlu boulag, Nazli boulag, Damji boulag, Garamalikh boulaghi, etc.